# István Csók
Dans le nom hongrois Csók István, le nom de famille précède le prénom, mais cet article utilise l’ordre habituel en français István Csók, où le prénom précède le nom.
István Csók est un peintre hongrois né le 13 février 1865 à Sáregres – mort le 1er février 1961 à Budapest.

## Biographie
Il commence ses études artistiques à Budapest en 1882 auprès de Bertalan Székely et Károly Lotz. Ensuite il se rend à Paris. Membre du Salon des artistes français, il y obtient une médaille de 3e classe en 1891. Mention honorable à l'Exposition universelle de Paris de 1889, il reçoit une médaille d'or à l'Exposition universelle de 1900.
En 1895 il travaille sur une scène avec Erzsébet Báthory.

## Œuvre
Comme Károly Ferenczy et Bela Grünwald, sous l'influence des naturalistes français Breton et Bastien-Lepage, il idéalise la vie paysanne quotidienne.
- Vous ferez cela en mémoire de moi, huile sur toile, 137 × 111 cm[3]